# Frank Oberle
Hon. Frank Oberle, PC (* 24. März 1932 in Forchheim, Baden; † 12. September 2024 in Squamish, British Columbia) war ein kanadischer Politiker der progressiv-konservativen Partei, der unter anderem zwischen 1972 und 1993 fast 22 Jahre lang Mitglied des Unterhauses sowie im 24. kanadischen Kabinett von 1990 bis 1993 Minister für Forstwirtschaft war.

## Leben

### Bürgermeister, Unterhausabgeordneter und Oppositionspolitiker
Der aus Deutschland stammende Frank Oberle wanderte 1951 nach Kanada ein und war als Geschäftsmann tätig. Er begann seine politische Laufbahn in der Kommunalpolitik als er zwischen 1963 und 1964 erst Beigeordneter (Alderman) und später von 1968 bis 1972 Bürgermeister von Chetwynd war, einer Kleinstadt in British Columbia. Bei der kanadischen Unterhauswahl am 30. Oktober 1972 wurde er für die Progressiv-konservative Partei Kanadas im Wahlkreis Prince George-Peace River mit 14.648 Stimmen zum Mitglied des Unterhauses von Kanada gewählt und war in  der 29. Legislaturperiode (1972 bis 1974) Mitglied verschiedener Ständiger Ausschüsse. Bei der Unterhauswahl am 8. Juli 1974 wurde er im Wahlkreis Prince George-Peace River mit 18.769 Stimmen wiedergewählt und war daraufhin in der 30. Legislaturperiode (1974 bis 1979) weiterhin Mitglied verschiedener Ständiger Ausschüsse. Zudem war er vom 10. September 1974 bis Mai 1976 erst forstwirtschaftlicher Sprecher seiner Fraktion sowie zwischen Februar und Juni 1977 stellvertretender Fraktionssprecher für Energie, Bergbau und Ressourcen.
Bei der Unterhauswahl am 22. Mai 1979 wurde Oberle abermals im Wahlkreis Prince George-Peace River mit 16.288 Stimmen wiedergewählt und war daraufhin während der 31. Legislaturperiode (1979 bis 1980) Vorsitzender des Ständigen Unterhausausschusses für Indianerangelegenheiten und Entwicklung des Nordens. Nachdem er bei der Unterhauswahl am 18. Februar 1980 mit 13.593 Wählerstimmen im Wahlkreis Prince George-Peace River wiedergewählt worden war, gehörte er in der 32. Legislaturperiode (1980 bis 1984) als Mitglied wiederum verschiedenen Ständigen Ausschüssen des Unterhauses an. Zugleich war er von 1980 bis 1983 zunächst wieder Sprecher seiner Fraktion für Forstwirtschaft sowie danach zwischen 1983 und 1984 bergbaupolitischer Sprecher der Fraktion der Progressive Conservative Party.

### Parlamentarischer Staatssekretär, Staatsminister und Minister im Bundeskabinett
Bei der Unterhauswahl am 4. September 1984 wurde Frank Oberle für die Progressiv-konservative Partei Kanadas im Wahlkreis Prince George-Peace River mit 21.154 Stimmen erneut zum Mitglied des Unterhauses von Kanada gewählt und war kurzzeitig wieder Mitglied verschiedener Ständiger Ausschüsse. Im daraufhin von Premierminister Brian Mulroney gebildeten 24. kanadischen Kabinett übernahm er am 1. November 1984 zunächst den Posten als Parlamentarischer Staatssekretär beim Staatsminister für Bergbau im Ministerium für Energie, Bergbau und Ressourcen. Im Anschluss hatte er 20. November 1985 bis zum 29. Januar 1989 den Posten als Staatsminister für Wissenschaft und Technologie.
Oberle wurde bei der Unterhauswahl am 21. November 1988 im Wahlkreis Prince George-Peace River mit 13.903 Stimmen noch einmal zum Mitglied des Unterhauses gewählt. Im Zuge der anschließenden Regierungsumbildung wurde er am 8. Dezember 1988 zuerst geschäftsführender Staatsminister für Forstwirtschaft im Ministerium für Energie, Bergbau und Ressourcen sowie im Anschluss vom 30. Januar 1989 bis zum 22. Mai 1990 Staatsminister für Forstwirtschaft in diesem Ministerium. Im Rahmen einer neuerlichen Kabinettsumbildung übernahm er am 23. Februar 1990 das neu geschaffene Amt als Minister für Forstwirtschaft und hatte dieses bis zum 24. Juni 1993 inne. Außerdem war er am 22. Mai 1990 für einen Tag geschäftsführender Umweltminister.
Frank Oberle ist der Vater des Politikers Frank Oberle, Jr. (* 1957), der von 2004 bis 2015 Mitglied der Legislativversammlung von Alberta sowie mehrmals Minister in den Regierungen dieser Provinz.

## Veröffentlichung
- Finding home. A war child’s journey to peace, Surrey, British Columbia, Heritage House, 2004
- A chosen path. From Moccasin Flats to Parliament Hill, Surrey, British Columbia, Heritage House, 2005

in deutscher Sprache
- Ausgewandert – von der badischen Backstube zum Minister in Kanada. Eine Auswanderergeschichte, Übersetzung Ursula Schöndorff, Rheine, Heimdall-Verlag, 2010, ISBN 978-3-939935-44-5